# Preben Bang Henriksen
Preben Bang Henriksen (født 11. februar 1954 i Nørresundby) er en dansk politiker, der siden 2011 har været medlem af Folketinget for Venstre i Aalborg Nordkredsen (Nordjyllands Storkreds).

## Baggrund
Preben Bang Henriksen blev født i Nørresundby i 1954 som søn af snedkermester Svend Bang Henriksen og hustru Gerda Margrethe Henriksen.
Familien ejer møbelfabrikken Nordjysk Møbelfabrik på Thistedvej i Nørresundby. 
Faren Svend Bang Henriksen havde arvet den fra sin far og senere er virksomheden gået i arv til Preben Bang Henriksens bror Flemming, der nu driver virksomheden.
Begge forældre diskuterede politik og samfundsmæssige spørgsmål, og Preben Bang Henriksen gik som barn rundt på fabrikken og diskutterede med de overvejende kommunistiske og socialdemokratiske arbejdere.
Preben Bang Henriksen gik i Folkeskole søndenfjords på Klostermarksskolen.
Senere gik han på Garden City High School i New York i 1973, blev student fra Nørresundby Gymnasium i 1974 og cand.jur. fra Aarhus Universitet i 1979.
Efter sin uddannelse var Henriksen advokatfuldmægtig hos landsretssagfører Bent Kinnerup fra 1979 til 1982. Derefter arbejdede han som advokat. I 1982 fik Preben Bang Henriksen møderet for Landsretten og har siden 1983 drevet en selvstændig advokatvirksomhed i Aalborg: Bang Henriksen & Muurholm. I 1986 fik han møderet for Højesteret.
Blandt hans klienter som advokat er Anne Breum, tidligere næstformand for bestyrelsen af ebh bank.
I sagen om ebh bank er dets ledelse og bestyrelse blevet sagsøgt af staten for 700 millioner kroner.
Som advokat og privat flypassager har Henriksen flere gange lagt sag an mod flyselskabet SAS. Sagerne har med baggrund i deres principielle karakter været bredt medieomtalt.
I 1989 havde han stævnet SAS for at få selskabet til at betale udgifterne til et lille taxafly som han charterede efter at SAS havde overbooket ham og nægtet ham boarding. 
Han vandt sagen i byretten i Aalborg. I 2011 vandt han også en principiel sag i retten i Aalborg mod flyselskabet efter han samlet var blevet forsinket seks timer på en rejse. Med baggrund i EU-forordning 261/2004 og den såkaldte Sturgeon-dom krævede han 400 euro i kompensation. 
SAS havde anket sagen til Vestre Landsret, men efter at Henriksen var blevet valgt til Folketinget opgav de ankesagen.
Henriksen er gift med Anna Marie Høstgaard. Parret har en søn og en datter.
Hans sportsinteresser går i retning af håndbold, tennis og golf.
Henriksens sene indtrædelse i landspolitik som folketingskandidat forklarede han med: "Mange, der bliver valgt, efterlader deres børn i Jylland og tilbringer fem dage på Christiansborg. Jeg har nu børnene godt i vej, og de er begge studerende," og om sin fortsatte advokatgerning udtalte han: "Bliver jeg valgt, får vi dog brug for noget forstærkning på kontoret, men jeg går ikke ud af forretningen. Jeg vil sortere lidt og koncentrere mig om de rene erhvervssager."

## Politiske karriere
Henriksen blev folketingskandidat for Venstre i Aalborg Nordkredsen i 2011.
Samme år blev han ved Folketingsvalget valgt ind for Venstre i Nordjyllands Storkreds.
Han modtog 1991 personlige stemmer ud af i alt 9569 på Venstre i Aalborg Nordkredsen.
Han havde egentligt fået færre personlige stemmer end Anders Broholm, men på grund af fordelingen af listestemmer vandt Henriksen mandatet.
I hele storkredsen fik han 5.641 personlige stemmer og i alt tildelt 12.681 stemmer.
I Folketinget er Henriksen partiets indfødsretsordfører. Han sidder desuden i By- og Boligudvalget, Erhvervs-, Vækst- og Eksportudvalget, Indfødsretsudvalget og Retsudvalget.
Henriksen har som Folketingsmedlem taget flere sager op. Efter sin private retssag mod SAS om kompensation for flyforsinkelse ønskede han at tage sagen op med Transportministeren, da han mente at lavprisflyselskaberne lod hånt om at betale kompensation til passagerne. Som udgangspunkt er man efter EU-forordning 261/04 berettiget til kompensation, når en forsinkelse er længere end 3 timer.
I sagen om forsinkelsen af reparationen af jernbanebroen over Limfjorden efter en påsejling krævede Henriksen i 2013 at Rigsrevisionen skulle undersøge sagen.
Efter Politikens kritik af Kammeradvokatens salærer gik Henriksen ind i sagen og sammen med Finansminister Bjarne Corydon fik han i 2013 en aftale gennemført der betød at Kammeradvokatens monopol på føring af statens retssager blev brudt.
Som sine mærkesager nævner han en række nordjyske og erhvervsorienterede emner, såsom etablering af en 3. Limfjordsforbindelse, en fortsat udbygning af Aalborg Universitet og de nordjyske erhvervskoler, bedre mulighed for gældsanering, en kriminalisering af konkursrytteri og bedre afskrivningsmuligheder for "Udkantsdanmark". Han er kritisk mod vandmiljøplanerne som han mener kvæler nordjysk landbrug. Han går ind for højere straf for hjemmerøverier, og han mener der skal stilles specifikke krav til mediernes korrektioner.
Henriksens rolle som folketingsmedlem og som advokat for et bestyrelsesmedlem af den krakede ebh bank har ført til en kritik af en dobbeltrolle. I sin egenskab af folketingsmedlem bragte han erhvervs- og vækstminister Ole Sohn i flere samråd om Finanstilsynets rolle i bankens krak.
Der blev stillet spørgsmål om Henriksens indkaldelse til samrådene var som folketingsmedlem eller advokat i en retssag. Han selv mente at der ikke var en sammenblandning af roller og at "det supplerer såmænd hinanden glimrende i den her sag", mens hans politiske modstandere betegnede det "et interessesammenfald i den grov ende".
Ved Folketingsvalget 2015 opnåede Henriksen genvalg i Nordjyllands Storkreds med 10.531 personlige stemmer.
Det var en betydelig fremgang fra sidste valg og placerede ham som folketingsmedlemmet i kredsen med femteflest personlige stemmer.
Genvalgt blev han også ved Folketingsvalget 2022. Da med 10.644 personlige stemmer.
I 2021 blev Preben Bang Henriksen tildelt Ridderkorset.

## Udgivelser og tillidshverv
Preben Bang Henriksen har skrevet fire bøger og forskellige artikler om lejeret. Han udgav desuden i 2024 den selvbiografiske bog Ærligt talt om årene på Christiansborg.
Han har bestyrelsesposter i en række fortrinsvis nordjyske selskaber: Højslev Teglværk A/S, Nordjysk Møbelfabrik A/S, Ringvejens Erhvervsinvest A/S, Polaris Electronics A/S, Pipers Teglværker A/S, Kangamiut Seafood A/S, Juridisk Kursuscenter A/S og Randers Tegl A/S.
Preben Bang Henriksen trak sig fra bestyrelsen i Kangamiut i maj 2022, efter at have været bestyrelsesformand i 14 år, da han mente at virksomhedens fortsatte køb fisk fra Rusland, er uforeneligt med hans politiske virke på baggrund af Ruslands invasion af Ukraine.

## Ekstern henvisning og kilde
1. ↑  "Preben Bang Henriksen", Altinget.dk
2. 1 2 3 4 5 6  Preben Bang Henriksen på Folketingets hjemmeside
3. ↑  Sussie Munk (21. december 2011). "Mesters søn". Business Class.
4. 1 2  Christian Sehested (21. september 2012). "EBH-advokat gentager dobbeltrolle i Folketinget". FinansWatch.
5. 1 2  Lars Fogt (12. oktober 2012). "S: V-top må sætte Spørge-Preben på plads". BT.
6. 1 2  Ole Kirchert Christensen (8. november 2012). "SAS opgiver ankesag ved Landsretten". Check-in. Arkiveret fra originalen 25. marts 2013. Hentet 9. juni 2013.
7. ↑  Ritzau (1. juli 2011). "Du skal have erstatning for forsinkede fly". Information.
8. 1 2  "CV". Arkiveret fra originalen 6. juli 2011. Hentet 9. juni 2013.
9. ↑  "7 Advokater går folketingsvejen". Advokatsamfundet. 12. september 2011.{{cite news}}:  CS1-vedligeholdelse: url-status (link)
10. ↑  "Folketingsvalg". KMD.
11. ↑  Niels Th. Dahl (19. september 2011). "Ni valgt på trods af lavt personligt stemmetal". Altinget.dk.
12. ↑  "Valgte kandidater og stedfortrædere". Danmarks Statistik.
13. ↑  "Rettigheder ved flyforsinkelse". flyhjaelp.dk. Hentet 4. januar 2017.
14. ↑  Egon Kjøller og Anders Green (8. marts 2013). "Krav: Rigsrevisorer skal kulegrave broskandale". Nordjyske.dk.
15. ↑  Morten Skærbæk (7. februar 2013). "Flertal bryder Kammeradvokatens monopol". Politiken.{{cite news}}:  CS1-vedligeholdelse: url-status (link)
16. ↑  "10 aktuelle problemstillinger der skal gøres noget ved". Arkiveret fra originalen 6. juli 2011. Hentet 9. juni 2013.
17. ↑  "Folketingsvalg torsdag 18. juni 2015". Danmarks Statistik.
18. ↑  Steffen Bek (19. juni 2015). "De er valgt i Nordjylland". nordjyske.dk. Arkiveret fra originalen 25. juli 2015. Hentet 24. juli 2015.
19. ↑  Martin Orvad; Kåre Rolf Hansen (2. november 2022), "Find de personlige stemmetal her: Hvilke kandidater er inde og hvem er ude?", tvmidtvest.dk, Wikidata  Q115398924
20. ↑  Politikere, direktører og professorer modtager Kongehusets ridderkors Altinget.dk 8. december 2021
21. ↑  Henrik Smidt (18. maj 2022), Preben Bang Henriksen forlader bestyrelsen i fiskekoncern, der stadig har kontrakter i Rusland, TV2 Nord, hentet 18. maj 2022

|  | Artiklen om politikeren Preben Bang Henriksen kan blive bedre, hvis der indsættes et (bedre) billede. Du kan hjælpe ved at afsøge Wikimedia Commons for et passende billede eller uploade et godt billede til Wikimedia Commons iht. de tilladte licenser og indsætte det i artiklen. |